# Edita Mirabidova
Edita Mirabidova (* 22. Januar 1984) ist eine usbekische Fußballschiedsrichterin.
Seit 2008 steht sie auf der FIFA-Liste und leitet internationale Fußballspiele.
Bei der Asienmeisterschaft 2018 in Jordanien leitete Mirabidova ein Gruppenspiel sowie das Halbfinale zwischen Australien und Thailand (2:2 n. V., 3:1 i. E.).
Bei der Asienmeisterschaft 2022 in Indien leitete Mirabidova zwei Spiele.
Zudem wurde sie als Schiedsrichterin für die U-17-Weltmeisterschaft 2022 in Indien nominiert.